# Saint-Martin-sur-Nohain
Saint-Martin-sur-Nohain ist eine französische Gemeinde mit 377 Einwohnern (Stand: 1. Januar 2022) im Département Nièvre in der Region Bourgogne-Franche-Comté. Sie gehört zum Arrondissement Cosne-Cours-sur-Loire und zum Kanton Pouilly-sur-Loire. Die Bewohner werden Martiniens und Martiniennes genannt.

## Nachbargemeinden
Saint-Martin-sur-Nohain liegt etwa 37 Kilometer nordnordwestlich von Nevers am Nohain.
Nachbargemeinden von Saint-Martin-sur-Nohain sind Saint-Père im Norden, Pougny im Norden und Nordosten, Donzy im Osten, Suilly-la-Tour im Osten und Südosten, Saint-Quentin-sur-Nohain im Süden und Südosten, Saint-Laurent-l’Abbaye und Saint-Andelain im Süden, Tracy-sur-Loire im Südwesten sowie Cosne-Cours-sur-Loire im Westen und Nordwesten.

## Bevölkerungsentwicklung
| Jahr                       | 1962 | 1968 | 1975 | 1982 | 1990 | 1999 | 2006 | 2011 | 2016 |
| Einwohner                  | 373  | 396  | 356  | 367  | 358  | 370  | 396  | 390  | 373  |
| Quellen: Cassini und INSEE |      |      |      |      |      |      |      |      |      |

## Sehenswürdigkeiten

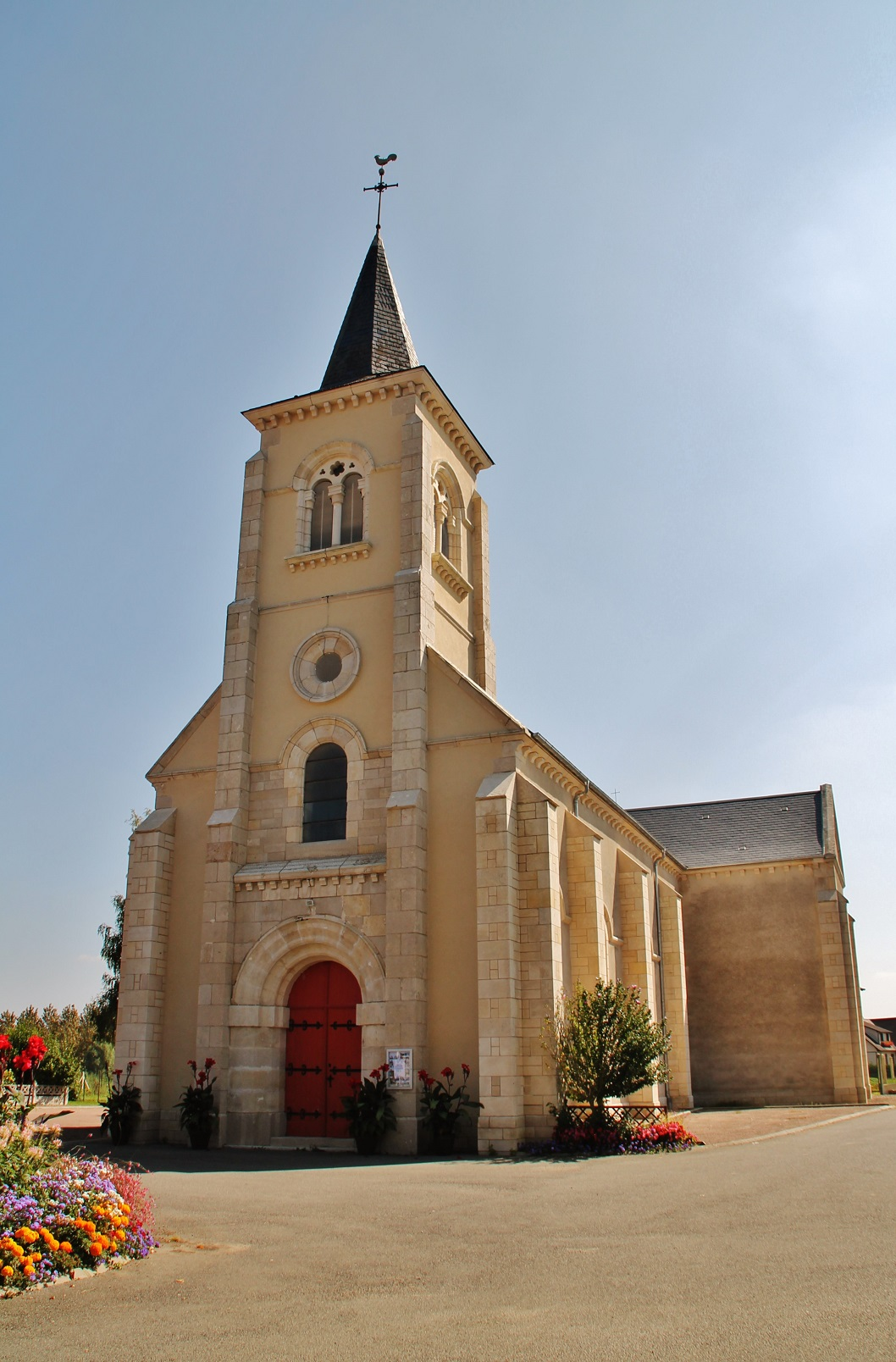
Kirche Saint-Martin
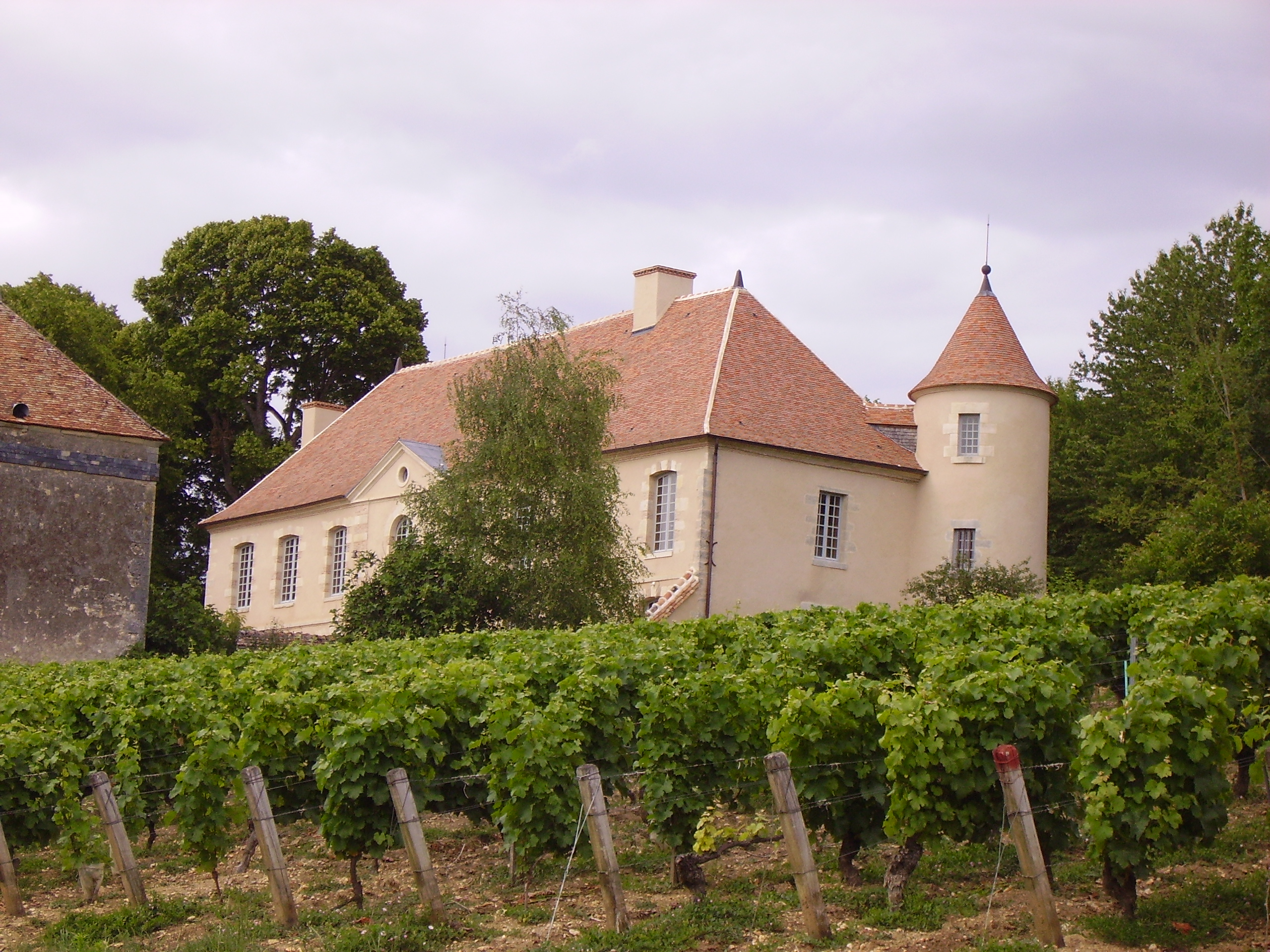
Schloss Mocques aus dem 17. Jahrhundert, Fassaden und Dächer des Schlosses sowie Taubenschlag sind seit 1987 als Monument historique eingeschrieben
- Herrenhaus von Le Petit Favray

- Kirche Saint-Martin
- Schloss Mocques